# Pero spongiata
Pero spongiata är en fjärilsart som beskrevs av Achille Guenée 1858. Pero spongiata ingår i släktet Pero och familjen mätare. Inga underarter finns listade i Catalogue of Life.